# FB Gulbene
FB Gulbene is een Letse voetbalclub uit de stad Gulbene.
De club werd in 2005 opgericht als FB Gulbene 2005 en promoveerde in 2007 naar de 1. līga. Na één seizoen degradeerde Gulbene weer naar de 2. līga maar promoveerde in 2009 weer terug. In 2010 werd de club kampioen in de 1. līga en promoveerde zo voor het eerst naar de Virslīga. In 2011 liet de club het achtervoegsel 2005 vallen. In 2012 degradeerde de club weer naar de 1. līga. In 2014 werd Gulbene kampioen. Tijdens het seizoen 2015 in de Virslīga werd de club vanwege matchfixing uit de competitie genomen. In 2016 ging Gulbene verder in de 2. līga.

## Erelijst
- 1. līga

2010, 2014